# 東京都立東久留米総合高等学校
東京都立東久留米総合高等学校（とうきょうとりつ ひがしくるめそうごうこうとうがっこう、英: Tokyo Metropolitan Higashikurume Sogo High School）は、東京都東久留米市幸町五丁目にある東京都立高等学校。

## 概要
2007年4月、東京都立清瀬東高等学校と東京都立久留米高等学校（全日制普通科）を統合する形で設立。略称は「久留総」（くるそう）。校地や施設は久留米高校のものを大規模改修、増設した上で使用している。校歌の作詞は瀬戸内寂聴。2016年には、開校10周年の開校記念式典が行われる。
総合学科高校として、幅広く上級学校への進学等に対応するために、2017年度入学生より大幅なカリキュラムの改訂を行う。1年次から主要3教科すべてで習熟度別授業が導入されているほか、土曜講習、勉強合宿なども実施している。
キャリア教育に力を入れ、「25歳の自分創り」を基本的なコンセプトにし、1年次は「産業社会と人間」の教科で自分の適性を見つめ、2年次には「人間と社会」で、より自分のキャリアを考える体験学習を。3年次には「課題研究」で、自分の将来の進路実現に向けた学習を行う。
新カリキュラムでは1年次に「地理A」を必修、2年次に10単位分を系列選択科目から選択、3年次に自由選択科目から最大17単位選択へと変更された。
2016年の学校経営計画のテーマは、「チャレンジ」と「チェンジ」。アクティブラーニング推進校として、高大接続や授業形態の大幅な変更を全日制・定時制オールくるそう体制でチャレンジしていく。
都立高校で唯一の人工芝グラウンドがあるほか、トレーニングルームなども備わっている。人工芝は、2015年8月に１億4000万かけて全面的に張り替えた。部活動も盛んであり、特にサッカー部は全国高等学校サッカー選手権大会に2度出場した久留米高校を引き継ぐ学校として知られる。2016年度のサッカー部の部員は、276名と男子のほとんどがサッカー部に入部している。2017年度の受験生からサッカーのスポーツ特別推薦は廃止される。

## 設置学科
- 全日制課程、定時制課程
  - 総合学科

## 沿革
- 2007年4月 開校

## 年間行事
- 6月 体育祭
- 9月 文化祭（しらさぎ祭）
- 1月 修学旅行（2年次）
- 2月 合唱コンクール

合唱コンクールには3年生は参加しない

## 部活動
- サッカー部
- バスケットボール部
- バレーボール部
- テニス部
- バドミントン部
- 卓球部
- 水泳部
- 陸上部
- 剣道部
- ダンス部
- 少林寺拳法部

- 吹奏楽部
- 演劇部
- 美術部
- マンガ研究部
- 生物部
- 茶道部
- 華道部
- パソコン部
- ボランティア部
- 映画制作部
- 軽音楽部
- 囲碁・将棋部
- クッキング部
- 園芸同好会

### サッカー部
全国高等学校サッカー選手権大会出場を、3度果たした強豪校。
- 2009年 第88回全国高等学校サッカー選手権大会出場
- 2011年 第90回全国高等学校サッカー選手権大会出場
- 2019年 第98回全国高等学校サッカー選手権大会出場

## 交通
鉄道
- 西武池袋線清瀬駅南口より、徒歩15分。
- 西武池袋線東久留米駅西口より、徒歩18分。

路線バス
- 西武バス
  - 清11系統・武13系統 : 「東久留米総合高校」下車、徒歩5分。
  - 武21系統・系統番号なし : 「さいわい福祉センター」下車、徒歩5分。

なお、停留所前にある学校は東久留米市立久留米中学校であり、高校ではないので注意。高校は中学校の東側にある。また、都立久留米西高校は同じ停留所の西側にある。

## 著名な出身者
- 増茂るるこ - 競輪
- 佐々木翼 - サッカー
- 清家貴子 - 女子サッカー